# Turchia ai Giochi della XXXIII Olimpiade
La Turchia ha partecipato ai Giochi della XXXIII Olimpiade, svoltisi a Parigi dal 26 luglio all'11 agosto 2024, con una delegazione di 101 atleti (incluse le riserve), 47 uomini e 54 donne, in 18 sport e 19 discipline.
I portabandiera alla cerimonia di apertura sono stati Mete Gazoz e Busenaz Sürmeneli.

## Delegazione
| Sport              | Uomini | Donne | Totale |
| ------------------ | ------ | ----- | ------ |
| Atletica leggera   | 10     | 6     | 16     |
| Badminton          | 0      | 1     | 1      |
| Canottaggio        | 0      | 1     | 1      |
| Ciclismo           | 1      | 0     | 1      |
| Ginnastica         | 5      | 0     | 5      |
| Judo               | 5      | 3     | 8      |
| Lotta              | 6      | 5     | 11     |
| Nuoto              | 4      | 4     | 8      |
| Pallavolo          | 0      | 13    | 13     |
| Pentathlon moderno | 1      | 1     | 2      |
| Pugilato           | 2      | 5     | 7      |
| Scherma            | 1      | 1     | 2      |
| Sollevamento pesi  | 1      | 0     | 1      |
| Taekwondo          | 2      | 3     | 5      |
| Tennistavolo       | 0      | 1     | 1      |
| Tiro con l'arco    | 3      | 1     | 4      |
| Tiro               | 3      | 4     | 7      |
| Vela               | 3      | 5     | 8      |
| Totale             | 47     | 54    | 101    |